# Больфо, Бруно
Бру́но Бо́льфо (итал. Bruno Bolfo; род. 1941) — швейцарский бизнесмен итальянского происхождения, основатель и многолетний председатель совета директоров сталеторговой компании «Duferco».

## Биография
Родился в 1941 году в Италии. Изучал экономику в Пармском университете, получил почётный диплом Генуэзского университета по специальности «Экономика». 
С 1962 по 1978 год занимал должности директора по экспорту, затем — ответственного за Северную Америку в итальянской государственной металлургической компании «Italsider». 
Эмигрировал из Италии в США, затем в Бразилию, после чего наконец обосновался в швейцарском городе Лугано — центре италоязычного кантона Тичино. Там в 1979 году основал металлоторговую компанию «Дуферко», которая к 2000-м годам стала крупнейшим в мире сталеторговым трейдером.
Начиная с 1980-х годов всёл активные деловые операции с СССР, затем — с пост-советскими республиками Россией и Украиной. Входил в состав советов директоров компаний «Евраз», Новолипецкого металлургического комбината (Россия) и Индустриального союза Донбасса (Украина).
По состоянию на 2014 год, оставался председателем совета директоров «Duferco», однако 52 %-ный пакет акций компании планировался к продаже китайской компании «Hebei Iron and Steel Group» за сумму порядка 400 миллионов долларов.